# 14100 Weierstrass
14100 Weierstrass (1997 RQ5) là một tiểu hành tinh vành đai chính được phát hiện ngày 8 tháng 9 năm 1997 bởi P. G. Comba ở Prescott.